# 下塘站
下塘站，位于中华人民共和国广西壮族自治区百色市右江区永乐镇，是南昆铁路上的火车站，建于1997年，由南宁铁路局管辖。

## 車站周邊
- 下塘
- 澄碧河水库
- 汕昆高速
- 乐里河

## 歷史
- 建于1997年。